# Elaphoglossum hybridum
Elaphoglossum hybridum là một loài thực vật có mạch trong họ Lomariopsidaceae. Loài này được (Bory) Brack. mô tả khoa học đầu tiên năm 1854.